# Gema Samaro
Gema Samaro (Madrid, 16 de mayo de 1978) es el seudónimo de Gema Martínez Lamparero, escritora de novela romántica española ganadora de un premio Margarita Xirgú de Guiones Dramáticos, el Dulcinea de Ensayo, el Seseña de Novela Romántica, entre otros.)

## Trayectoria
Gema Samaro es el seudónimo de Gema A. Martínez Lamparero cuando escribe novelas románticas.
Licenciada en Ciencias Políticas y Sociología por la Universidad Complutense de Madrid y y Especialista Universitaria en Realización de Guiones Históricos Audiovisuales por la Facultad de Ciencias de la Información de esta misma universidad.
Autora de la serie Susana Mercer compuesta por la novela romántica "Susana&Co" y "Una Navidad en Manhattan", de la editorial El Maquinista. La primera parte de esta serie fue nominada a los premios Dama 2011 al mejor chick-lit y Mejor Autora Española Revelación en los Premios Rosas 2012.
Es autora de más de cuarenta novelas.

## Premios y reconocimientos
- Premio Margarita Xirgú de Guiones  Dramáticos de RNE-REE (1996)
- Primer premio de ensayo en el XVIII del Certamen Literario Internacional Dulcinea (2005)
- Premio Seseña a la mejor novela romántica (2011) con la obra Sucederá lo que quieras que suceda
- Premio Colmillo de Oro 2012 a la mejor novela romántica histórica del año con Pasión Bereber
- Finalista del Premio Harlequín HQÑ de Novela Romántica con la novela Entre las azucenas olvidado (2013)[4]

## Publicaciones
- Susana&Co (2011)
- Una Navidad en Manhattan (2011)
- Pasión Bereber (2012) con la editorial Manderley y se convirtió así en la primera autora española que publica en esta editorial
- El hombre que encontró su casa (2012)
- Sucederá lo que quieras que suceda (2012)
- Entre las azucenas olvidado (2013)
- Como una luna en el agua (2014)
- La última línea del espejo (2014) la continuación de Entre las azucenas olvidado
- Burbujas (2014)  en la editorial Cristal
- El Secreto de tu nombre[4]
- Vicky tiene un vestido
- Magia inesperada (2015)
- Mauks: una bicicleta para dos (2016)
- Mientras te esperaba (2016)
- Beséame (2016)
- Cualquiera menos tú (2017)[1]
- Dale la vuelta (2017)
- Eres de otra galaxia (2017)
- Aunque tú no lo sepas (2017)
- Lo hago por ti (2018)
- Tenía que encontrarte (2018)
- Antes de que me eches de menos (2018)
- Ni se te ocurra (2019)
- Citronela (2019)
- Eres lo mejor que tengo(2019)
- Nuestro mágico destino (2020)
- No debería ser amor (2020)
- Ella dijo sí (2020)
- Un momento perfecto (2021)
- Volver otra vez (2021)
- Mi mejor error (2021)
- Tú y tus ideas (2021)
- Bilogía Julieta (2022)
- Por fin tú (2022)
- Nada que ver contigo (2022)
- Un desastre con patas (2022)
- No estoy para ti (2022)
- Incluso el amor (2023)
- ¿Tú qué crees? (2023)
- Me enredas así (2023)
- El amor vive abajo (2023)
- Lo nuestro es imposible (2023)
- Me vienes fatal (2024)
- No estoy invitada (2024)
- No estoy de vacaciones (2024)